# Sarabande
Sarabande je studiové album Jona Lorda. Album je považováno za nejlepší sólové album Jona Lorda. Mezi hudebníky, kteří na tomto albu hráli, patří Mark Nauseef z Thin Lizzy nebo Andy Summers, pozdější člen The Police.

## Seznam skladeb
Všechny skladby napsal(i) Jon Lord. 
| Pořadí | Název     | Délka |
| ------ | --------- | ----- |
| 1.     | Fantasia  | 3:30  |
| 2.     | Sarabande | 7:20  |
| 3.     | Aria      | 3:42  |
| 4.     | Gigue     | 11:06 |
| 5.     | Bourée    | 11:00 |
| 6.     | Pavane    | 7:35  |
| 7.     | Caprice   | 3:12  |
| 8.     | Finale    | 2:03  |

## Sestava
- Jon Lord - Hammondovy varhany, piáno, syntezátor
- Andy Summers - kytara
- Paul Karass - baskytara
- Mark Nauseef - perkuse
- Pete York - bicí
- The Philharmonia Hungaria (dirigent Eberhard Schoener)